# Ion Cioabă
Ion Cioabă (n. 7 ianuarie 1935, orașul Băilești, județul Dolj – d. 23 februarie 1997, București) a fost un cunoscut conducător al rromilor români până în 1989, care s-a autoproclamat în anul 1992 ca „rege internațional al țiganilor”.

## Biografie
Ion Cioabă s-a născut la data de 7 ianuarie 1935 în orașul Băilești din județul Dolj, fiind fiul lui Miluțescu Cioabă. Înaintașii lui au condus etnia țiganilor nomazi căldărari încă din anii 1800. Împreună cu familia, în copilărie a fost deportat în lagărele din Transnistria, în timpul celui de-al doilea război mondial.
După război a absolvit școala generală, apoi a fabricat cazane industriale de înaltă presiune, ocupația de bază a rromilor căldărari. A fost căsătorit cu Lucia Mihai Cioabă (1937-2006), cu care a avut șase copii: un băiat (viitorul „rege" Florin Cioabă, născut în anul 1954) și cinci fete (Luminița, Gabi, Violeta, Lucia și Liliana). La momentul morții, avea un număr de 19 nepoți.
Ion Cioabă a fost conducătorul mișcării politice a romilor, fiind persoana de legătură a etnicilor rromi cu autoritățile de stat. Potrivit evidențelor Securității, el a deținut funcția de responsabil al UTC pentru tineretul rrom din județul Dolj (1949-1955). În anul 1955 a devenit bulibașă al rromilor corturari-căldărari din județul Dolj, fiind în paralel și activist al CC al UTC (1955-1960), apoi instructor pentru fostele regiuni Craiova și Pitești.
În anul 1962 s-a mutat din orașul Târgu Cărbunești (județul Gorj) în municipiul Sibiu. El a văzut că în orașul Sibiu sunt mai multe minorități decât în sud, în zona Târgului Cărbunești, de unde provenea, și a vrut ca fiii lui să fie integrați în această diversitate culturală. A fost liber profesionist (până în 1967), lăcătuș-mecanic la Cooperativa Tehnică Nouă Sibiu (până în 1971), muncitor la cooperativa orășenească și apoi șef de echipă la Constructorul (1979-1981) .

## Bulibașă al rromilor căldărari
În anul 1971 a fost ales ca bulibașă al tuturor rromilor nomazi din România, funcție nerecunoscută de autorități. În această calitate, el a participat la primul Congres Mondial al Rromilor, care a fost organizat de International Gypsy Committee și avut loc în perioada 6-8 aprilie 1971 la Londra, fiind prezidat de actorul Yul Brynner.. Acolo, s-a fost stabilit dialectul internațional al limbii rromani și a fost fondată prima organizație a acestei etnii: Uniunea Internațională a Rromilor. Cu același prilej, s-au adoptat cele două simboluri ale națiunii rrome: imnul internațional - cântecul „Gelem, Gelem" („Umblăm, umblăm”), cântec lansat în anul 1967, în filmul iugoslav „Am întâlnit țigani fericiți” și cântat de cântăreața și actrița Olivera Vuco  și steagul internațional - format din două benzi longitudinale, verde și albastru, iar în centru este o roată cu spițe roșii (chakra). Ziua de 8 aprilie (ziua închiderii primului congres al țiganilor) a fost proclamată ca „Ziua Internațională a Rromilor”.
În anul 1981, a participat la al III-lea Congres Mondial al Rromilor, desfășurat la Göttingen (RFG). Începând cu anii '50, el și-a îndemnat semenii rromi să se adapteze la viața modernă, să treacă de la o existență nomadă la una sedentară, să-și trimită copiii la școală, să se încadreze în muncă. A contribuit prin eforturile sale la reducerea substanțială a nomadismului în rândurile rromilor. Până în decembrie 1989, Ion Cioabă era recunoscut de aproape toți țiganii ca fiind singurul conducător (bulibașă) al etniei țiganilor. În anul 1989, o așa-numită Societate internațională de studii pentru rromologie i-a conferit un titlu onorific de „doctor în rromologie” , titlu fără valoare academică.
Conform unor documente din arhiva CNSAS, începând din anul 1980, Ion Cioabă a colaborat cu Securitatea, alcătuind rapoarte despre fiecare deplasare la congresele internaționale ale minorităților .
În anul 1986, bulibașa Ion Cioabă a fost arestat pentru furt și maltratat pentru a spune Securității unde sunt ascunse „salbele de aur ale țiganilor”. Va fi eliberat apoi, după spusele sale, la presiunea unor cercuri din Occident. Fiul său, Florin Cioabă, a relatat în anul 2007 că tatăl său, bulibașa, a fost eliberat numai după ce familia sa a dăruit securiștilor un kilogram de aur în monede .
Din data de 5 ianuarie 1990, Frontul Salvării Naționale (transformat ulterior în Consiliul Provizoriu de Uniune Națională) a inclus în Parlamentul României trei parlamentari de etnie rromă: Ion Cioabă - reprezentant al rromilor căldărari și nomazi, Szomantz Petre - reprezentant al rromilor maghiari și Nicolae Bobu - reprezentant al rromilor vătrași. Ei au făcut parte din primul parlament postdecembrist al României care a funcționat până la alegerile din 20 mai 1990. Szomantz Petre s-a retras înainte de alegeri, locul acestuia fiind ocupat de Octavian Stoica.
La 14 mai 1990, Ion Cioabă a cerut compensații bănești din partea guvernului pentru familiile zecilor de rromi bătuți și împușcați de către miliție în timpul regimului comunist ca parte a campaniei statului de confiscare a aurului rromilor. O lege elaborată mai târziu a permis restituirea aurului confiscat de la rromi de către Banca Națională a României.

## „Rege internațional al rromilor"
Începând din anul 1990, Ion Cioabă a făcut parte din Organizația Mondială a Rromilor. În anul 1992, el a devenit președinte al Uniunii Generale a Rromilor din România.
„Tatăl meu (...) era recunoscut și în timpul lui Ceaușescu ca bulibașă, care însemna conducător. După '90, dânsul făcea parte din organizația mondială a romilor, a participat în 1970, la Londra, la primul congres al romilor, unde s-au pus bazele imnului internațional al romilor, cântecul acesta, "Jelem, Jelem", și steagul cu verde și albastru cu roata pe el. După '92, când în România se constituise Uniunea Generală a Romilor al cărei președinte era tata, toți au zis: "Hai, domne, să nu mai folosim aceste cuvinte de "bulibașă" și de "președinte" și să avem un rege, un simbol în care oamenii să creadă". Tata a avut meritul că a luat înapoi tot aurul țiganilor de la comuniști, și era vorba de tone de aur, și romii au fost foarte mulțumiți de treaba aceasta și-au zis: "Domne, hai să vă ungem ca rege !”—Florin Cioabă, vorbind despre proclamarea tatălui său ca rege al rromilor
Bulibașa Ion Cioabă s-a autoproclamat la 5 mai 1992 ca „rege internațional al rromilor", fiind încoronat la data de 8 septembrie 1992, la Mănăstirea Bistrița (jud. Vâlcea), în prezența a peste 10.000 de romi. La „încoronare", el a primit însemnele regalității, fabricate în Italia în anul 1992, la comanda lui Cioabă: o coroană din aur cu greutate de aproape 2 kg, împodobită cu rubine și smaralde, un sceptru de aur cu greutatea de aproximativ 2,5 kg, un lanț de aur masiv, o brățară și alte bijuterii, toate din aur. În total, „însemnele regalității" au o greutate de 13 livre (5,9 kg) aur. Ele sunt purtate cu ocazia unor evenimente importante, în restul timpului fiind ținute la bancă.
După Revoluția din decembrie 1989, au apărut mai mulți lideri ai țiganilor. Un etnic rrom din Sibiu, Iulian Rădulescu, s-a autoproclamat și a fost încoronat la 9 august 1993 împărat al țiganilor. După o perioadă de certuri cu Iulian Rădulescu, Ion Cioabă a semnat cu „împăratul" un pact neoficial de neagresiune la data de 10 februarie 1997.
„Regele" Cioabă a fost o persoană foarte bogată, având un număr mare de monede de aur. El a locuit în ultimii ani de viață într-o vilă din Sibiu cu două etaje, cu scară de marmură și mobilier modern. Folosea pentru deplasările sale autoturisme marca Mercedes și Cadillac. Se afișa în multe ocazii cu o coroană din aur masiv, încrustată cu pietre prețioase și cu o pelerină (capă) albă de cavaler al Ordinului de Malta, pretinzându-se că ar fi cavaler ioanit.
În anul 1995, Ion Cioabă a fost „înnobilat" cavaler al Ordinului de Malta. Deoarece sediul Ordinului Suveran de Malta a negat acest lucru, „înnobilarea" sa a fost realizată de către o grupare de impostori, care i-au „înnobilat" printre alții și pe actorul Jean Constantin și pe prințul Dimitrie Sturdza .
În anul 1996, „Regele" Ion Cioabă a fost botezat de pastori penticostali americani în apele Oceanului Pacific. El a renunțat astfel la multe tradiții țigănești.
Ion Cioabă a murit în Spitalul de Urgență Floreasca din București  la data de 23 februarie 1997, în urma unui infarct miocardic. Ceremonia sa de înmormântare, de la Sibiu, a fost condusă de un pastor penticostal român, la fel ca și încoronarea fiului său Florin Cioabă ca „rege al rromilor de pretutindeni", celebrată tot de un penticostal, afiliat la Congregația Adunarea lui Dumnezeu-Assemblies of God din S.U.A. Ion Cioabă a fost înmormântat în Cimitirul Municipal din Sibiu.
La moartea sa, Iulian Rădulescu i-a omagiat memoria: Moartea lui Cioabă este o mare pierdere pentru etnia rromilor. Era un om înțelept și foarte activ pe plan politic. 
În Programa școlară de Istoria și tradițiile minorității rromilor, care a fost aprobată prin Ordin al Ministrului nr. 4237 din 23.08.1999, este inclusă o listă de 17 personalități românești de etnie rromă, între care și: Ion CIOABĂ cunoscut conducător al rromilor până în 1989, ulterior autoproclamat „rege internațional al țiganilor" (m. 1996) .